# Hidżaz
Hidżaz (także Hedżaz, arab. ‏الحجاز‎ = Al-Hidżaz) – region historyczny w Arabii. Stolicą regionu jest Dżudda, jednak rolę głównego miasta pełni Mekka. Jest to ziemia święta dla muzułmanów, gdyż znajdują się tutaj Mekka i Medyna.

## Historia
Początkowo Hidżaz stanowił prowincję kalifatu. Później znajdował się pod panowaniem Egiptu, a od XVI wieku pod panowaniem Turcji. W roku 1916 wylądował tu Thomas Edward Lawrence i przekonał szarifa Mekki do zrzucenia władzy osmańskiej. Utworzono Królestwo Hidżazu, na którego czele stanął szarif Mekki. Na przełomie 1925 i 1926 Hidżaz został podbity przez Ibn Sauda. W 1932 królestwo Hidżazu stało się częścią Arabii Saudyjskiej. Obecnie region podzielony jest na 4 prowincje.

## Królowie Hidżazu
- Husajn Ibn Ali 10 czerwca 1916 – 3 października 1924
- Ali ibn Husajn 3 października 1924 – 19 grudnia 1925
- Abd al-Aziz ibn Su’ud 8 stycznia 1926 – 22 września 1932